# Cañón M1 120 mm
El M1 120 mm fue el cañón antiaéreo superpesado estándar del Ejército de los Estados Unidos durante la Segunda Guerra Mundial y la Guerra de Corea, complementando al más pequeño y móvil cañón M2 90 mm. Su alcance máximo vertical era de 18.000 m, lo que le hizo ganarse el apodo de cañón estratosférico.
El Ejército empleó el M1 120 mm para defensa antiaérea desde 1944 hasta 1960. Sirvió principalmente en emplazamientos fijos, aunque había sido diseñado para ser remolcado. Fue gradualmente retirado de servicio a partir de 1955.

## Historia
El Ejército empezó a diseñar un cañón de 120 mm después de la Primera Guerra Mundial, presentando un prototipo en 1924. El sistema fue considerado demasiado pesado y costoso para ser eficaz, por lo que el proyecto se retrasó, aunque nunca fue cancelado.
En 1938, el Ejército revisó sus necesidades para nuevos sistemas de artillería antiaérea y decidió ordenar nuevos sistemas para los papeles de cañón pesado y superpesado. El primero fue el nuevo cañón M1 90 mm, que reemplazó al anterior M3 de 3 pulgadas. Para el papel de cañón superpesado, se retomó el cañón de 120 mm y fue montado sobre un nuevo afuste de ocho ruedas, siendo designado M1 de 4,7 pulgadas cuando entró en servicio en 1940.
Al igual que el cañón de 90 mm, el M1 120 mm usualmente era operado en una batería de cuatro cañones, inicialmente asociado con un refelctor, un radar SCR-268 (reemplazado después por el mejorado SCR-584), un director de disparo M10 y una computadora de artillería M4 que apuntaba automáticamente los cañones. Era remolcado por un tractor M6.
El M1 120 mm entró en combate durante las últimas etapas de la Segunda Guerra Mundial. El 513° Batallón de Cañones Antiaéreos fue desplegado en las Filipinas en febrero de 1945, pero nunca llegó a disparar contra aviones enemigos.
Después del fin de la Segunda Guerra Mundial y el inicio de la Guerra Fría con la Unión Soviética, los M1 120 mm fueron desplegados en muchas ubicaciones en los Estados Unidos y en Canadá. Para defenderse de los bombarderos soviéticos de largo alcance Túpolev Tu-4, el Mando de Artillería Antiaérea del Ejército formó 44 batallones activos y 22 batallones de la Guardia Nacional de los Estados Unidos equipados con el M1 120 mm, divididos en siete brigadas y 20 grupos de artillería antiaérea. Dos batallones antiaéreos canadienses también fueron equipados con el M12 120 mm para la defensa conjunta de las esclusas de Soo. Estos cañones eran guiados por la Red de radares Lashup, equipada con AN/CPS-5. Los M1 120 mm fueron desplegados para la protección de centrales nucleares, centros industriales principales, bases estratégicas de la Fuerza Aérea y algunas ciudades.
En 1954, el misil antiaéreo MIM-3 Nike Ajax entró en operación con el Mando de Artillería Antiaérea del Ejército. Sobrepasaba el alcance del M1 120 mm, dejándolo obsoleto. El Mando de Artillería Antiaérea del Ejército empezó a retirar el M1 120 mm de los batallones activos y después de los batallones de la Guardia Nacional. En 1957, la Unión Soviética introdujo el R-7 Semiorka, su primer misil balístico intercontinental, haciendo prácticamente inútil al M1 120 mm. Para enero de 1960, todas las unidades restantes de la Guardia Nacional equipadas con el M1 120 mm fueron reequipadas con misiles Nike o desactivadas.      

## Armas similares
- 12,8 cm FlaK 40